# Mago saperda
Mago saperda là một loài nhện trong họ Salticidae.
Loài này thuộc chi Mago. Mago saperda được Eugène Simon miêu tả năm 1900.